# ゆめ画材
ゆめ画材（ゆめがざい）は、京都府京都市に拠点のあるネット販売専門の画材関連オンラインショップ。

## 概要
京都府京都市にある和紙製造業である株式会社谷口松雄堂が2002年に「ゆめ画材」という名前で画材関連商品のインターネット専門のショップを開業した。
ネット専業の画材販売店としては国内最大級の商品点数を誇る。

## 沿革
- 2002年 ゆめ画材 開業